# Француски кантони
Кантон (фр. canton) ја административно подручје у Француској на које се деле окрузи Француске.

## Улога и управа
Главна улога кантона се највише у регионалним изборима. Сваки кантон изабере свог представника у генералном већу свог департмана (осим Париза, где се избори врше другачије, тамо се 20 градских (општинских) округа понекад сматрају кантонима из статистичких разлога).
Кантони се обично састоје од више општина. У главном граду кантона (chef-lieu) се обично налазе управне зграде (као жандармерија и сл.)

## Историја
Кантони су створени 1790. године, у исто време кад и департмани. Њихово стварање је прогласио Револуционарни одбор за поделу територија (Comité de Division du territoire). У почетку је њихов број био већи него данас (од 40 до 60 по департману).
У почетку су били окупљени у дистрикте, да би се од 1800. организовали у округе.
Од 20. јануара 1801. године, њихов број је драстично смањен законом Loi portant réduction du nombre de justices de paix. Када је влада одобрила овај закон, објављен је у Bulletin des Lois и данас чини темељ за територијалну поделу Француске.
Током година, број кантона се мењао, кантони са малим бројем становника су укидани, а подручја са растућим бројем становника су дељена на већи број кантона.

## Статистика
Број кантона варира од департмана до департмана. Департман са најмањим бројем кантона је Територија Белфор који има 15 кантона. Департман Норд има 79 кантона. Укупно у Француској постоји 4.039 кантона, од којих су 156 у прекоморским департманима. Острво Мајот чија је управа слична департманској је такође подељен у 19 кантона.